# Порумбешть (комуна)
Порумбешть, Порумбешті (рум. Porumbești) — комуна у повіті Сату-Маре в Румунії. До складу комуни входять такі села (дані про населення за 2002 рік):
- Порумбешть (1523 особи) — адміністративний центр комуни
- Чидряг (1062 особи)

Комуна розташована на відстані 461 км на північний захід від Бухареста, 22 км на північ від Сату-Маре, 141 км на північ від Клуж-Напоки.

## Населення
У 2009 році у комуні проживали 2587 осіб.